# Agustí Ciurach
Agustí Ciurach (Cartagena, ? – ?) fou un clergue i mestre de capella català.
Durant l'absència del mestre de capella Antoni Elias i Pagès, va exercir de forma interina el magisteri de la basílica de Santa Maria de Castelló d'Empúries fins al 1807.
L'any 1761, fou presentat per a l'obtenció del benefici de Sant Miquel de l'esmentada basílica, vacant per renúncia de Miquel Mirosa. Es conserva la seva presa de possessió com a mestre de capella, a través de la procura d'Antoni Elias, l'any 1797.

## Referència
1. 1 2  Gregori i Cifré, Josep M.; Salgado Cobo, Elena «La Capella de música de Santa Maria de Castelló d'Empúries i els compositors del seu fons musical». Fons de la basílica de Santa Maria de Castelló d'Empúries, 2013.